# سه گنجینه مقدس ژاپن

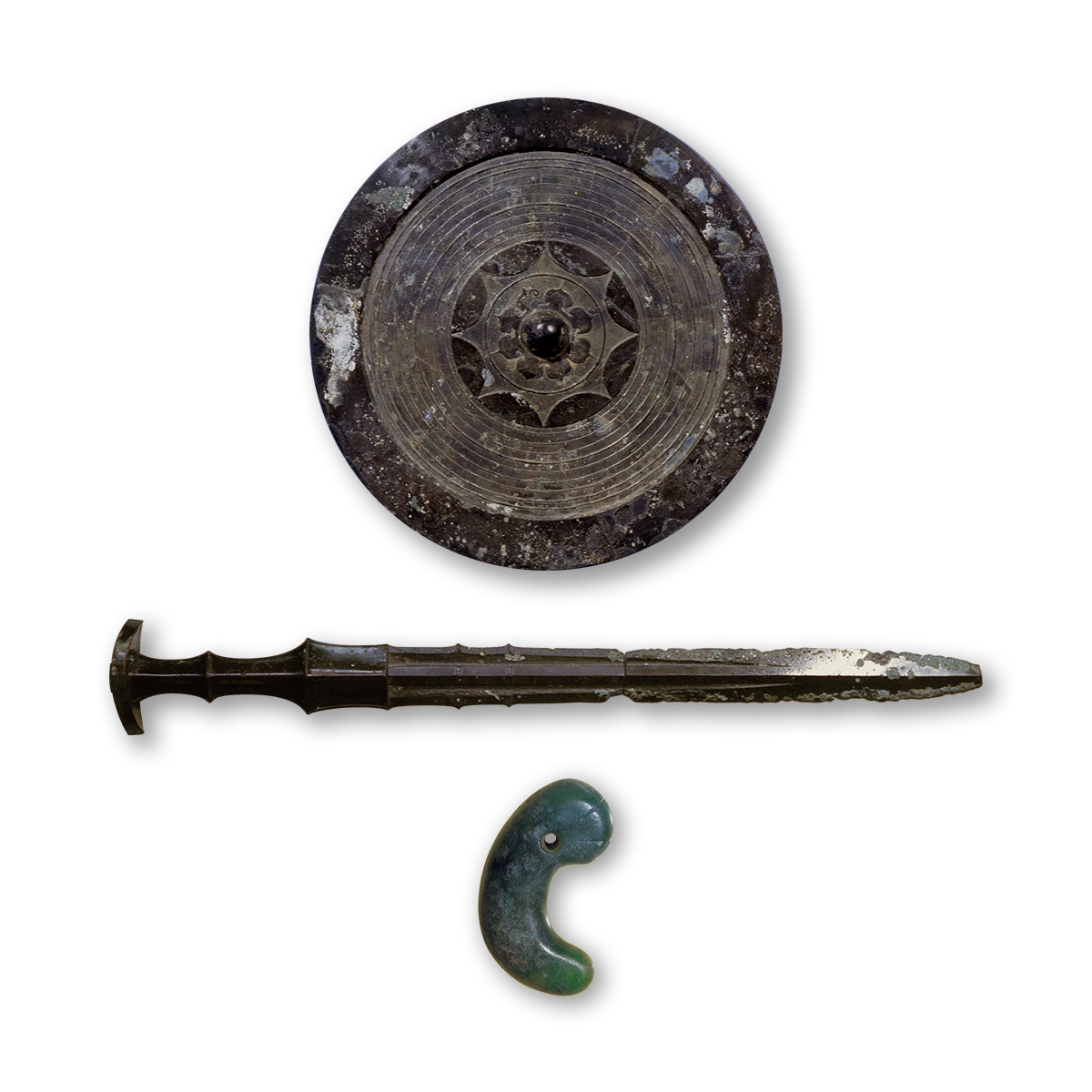

سه گنجینه مقدس ژاپن (به ژاپنی: 三種の神器 Sanshu no Jingi/Mikusa no Kamudakara) شمشیر کوساناگی، آینهٔ یاتا نو کاگامی و یاساکانی نو ماگاتاما است؛ و به نشانه فضیلت، دلیری و حکمت است.
با توجه به وضعیت افسانه ای این آیتم‌ها، صحت و سقم درستی مکان‌های نگهداری از آنها تأیید نمی‌شود، اما معمولاً تصور می‌شود که شمشیر در معبد آتسوتا در ناگویا، یاساکانی نو ماگاتاما در سه محراب قصر در کاخ امپراتوری توکیو و آینه در معبد ایسه در استان میه نگهداری می‌شود.
بر طبق افسانه این گنجینه‌ها توسط نینیگی-نو-میکوتو، نیای افسانه‌ای خاندان امپراتوری ژاپنی، دودمان یاماتو، به زمین آمد، در این زمان بود که مادربزرگش، الهه خورشید آماتراسو وی را جهت بخشیدن آرامش به ژاپن فرستاد. سرانجام گفته شده که این گنجینه‌ها به امپراتور جینمو، اولین امپراتور ژاپن و همچنین نوهٔ نینیگی-نو-میکوتو نسل به نسل منتقل شده‌است. به‌طور سنتی، سه گنجینه مقدس نماد الهی امپراتور به عنوان نسل الهه خورشید آماتراسو و تأیید مشروعیت امپراتور به عنوان حاکم برتر ژاپن است.

## غرق سه گنجینه
در سال ۱۱۸۵، در جنگ گنپی، امپراتور آنتوکو (هشت ساله) و سه گنجینه مقدس تحت کنترل خاندان تایرا قرار داشتند. امپراتور کودک و گنجینه‌ها در طی آخرین نبرد، نبرد دان نو اورا در قایقی متعلق به خاندان تایرا بودند. این خاندان در تنگه کانمون (در جنوب ژاپن) در قسمتی که آب دریا در آن کم عمق بود با خاندان میناموتو در حال جنگ دریایی بودند. هنگامی‌که شکست خاندان تایرا نزدیک شد، مادر بزرگِ امپراتور خود را، به همراه نوه‌اش، شمشیر و ماگاتاما و آینه به دریا پرت کرد تا از به دست افتادن این گنجینه و همچنین اسارت خود و نوه‌اش به دست خاندان میناموتو جلوگیری کند. آینه از درون دریا بیرون کشیده شد، اما بر اساس گزارش اصلی این نبرد، یک سرباز از خاندان میناموتو که سعی داشت به زور جعبه حاوی آینه را باز کند، کور شد. ماگاتاما پس از آن توسط غواصان پیدا شد، اما شمشیر کوساناگی پیدا نشد و از بین رفت. تعدادی از متون مربوط به قرون وسطی مربوط به از دست دادن شمشیر وجود دارد که ادعا می‌کنند که یک ماکت بعد از دست رفتن شمشیر اصلی ساخته شده و شمشیر کنونی جعلی است یا اینکه شمشیر از دست رفته ماکت بوده یا شمشیر توسط نیروهای فراطبیعی به زمین بازگردانده شده‌است.

## حادثه کینکتسو
حادثه کینکتسو حادثه حمله به کاخ امپراتور گوهانازونو (محیط کاخ داخلی) بود که در کیوتو در شب ۲۳ سپتامبر ۱۴۴۳ (۱۶ اکتبر ۱۴۴۳) در دوره موروماچی رخ داد. نیروهایی (که بعداً دربار جنوبی) از احیای دربار یوشینو (دربار جنوبی) حمایت کردند، به کاخ امپراتوری حمله کردند، دو گنجینه از سه گنجینه مقدس ژاپن، مهره الهی یا مهره مقدس یاساکانی نو ماگاتاما و شمشیر کوساناگی را دزدیدند و به کوه هیئی گریختند، اما در روز ۲۶ سرکوب شدند. شوگون سالاری موفق به بازپس‌گیری شمشیر با ارزش شد، اما مهره الهی یاساکانی نو ماگاتاما برداشته شد و به مدت ۱۵ سال در دست آنان باقی ماند تا اینکه در سال ۱۴۵۷ خاندان آکاماتسو آن را از دربار جنوبی تصرف کرد و آن را به دربار شمالی بازگرداند.